# The Grave (dikt)

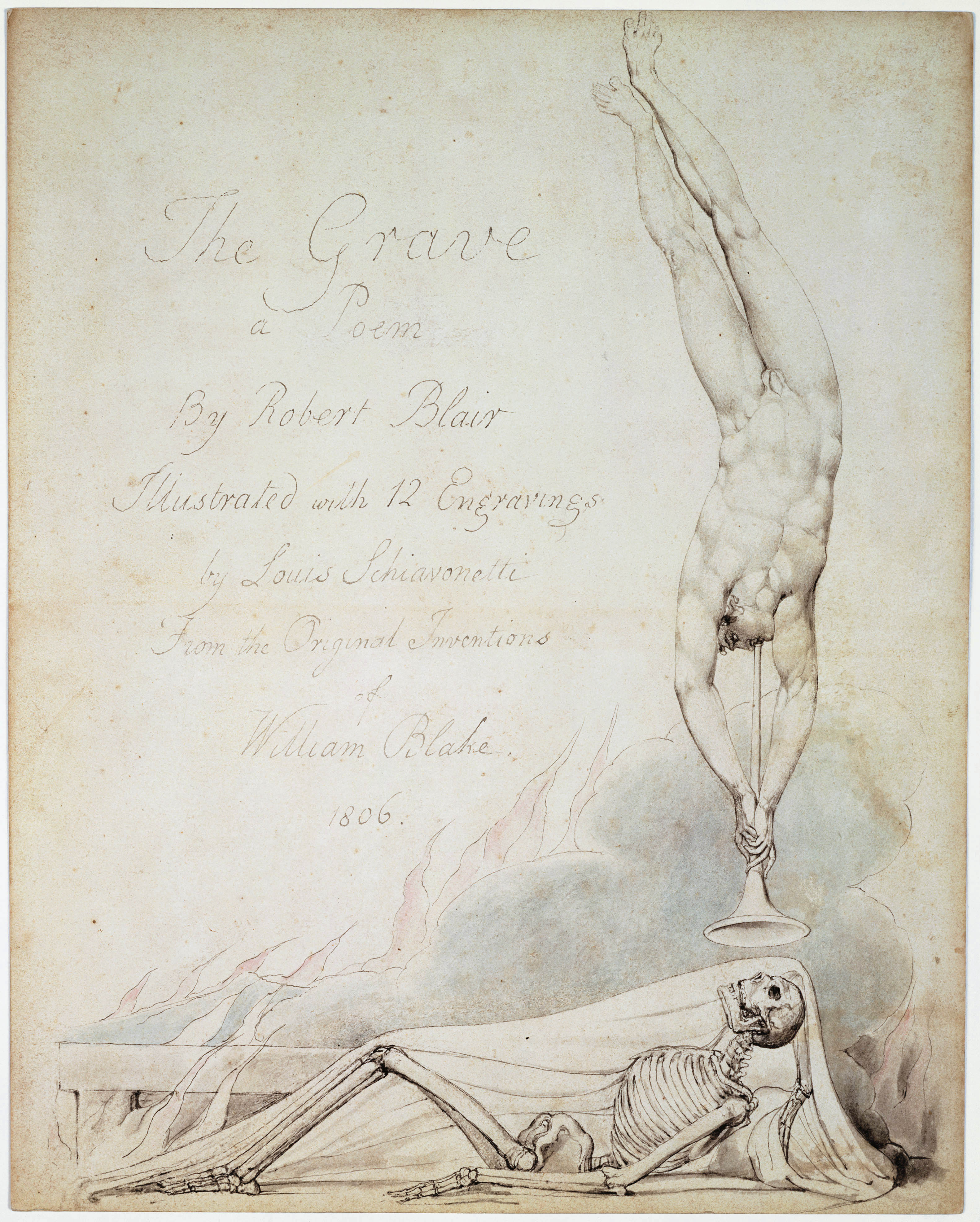
Titelbladet på Cromeks utgåva år 1808 av The Grave, med Blakes teckning graverad av Schiavonetti.

The Grave är en dikt på blankvers av den skotske poeten Robert Blair. Det är det verk som Blair främst är känd för. Blair skrev i ett brev till Dr. Dodderidge att större delen av dikten skrevs innan han blev en präst. Redaktören och utgivaren John Johnstone från Edinburgh hävdade att dikten komponerades medan han fortfarande var student men att den "förmodligen korrigerades och förstärkes av hans mer mognade omdöme". Dikten, vilken är 767 rader lång, är ett typexempel på vad som blev känt som skolan på kyrkogårdspoesi.